# Ubaldo Néstor Sacco
Ubaldo Néstor Sacco (* 28. Juli 1955 in Buenos Aires, Distrito Federal, Argentinien; † 28. Mai 1997) war ein argentinischer Boxer im Halbweltergewicht und Normalausleger.

## Profikarriere
Sacco gewann seine ersten 16 Profikämpfe und verlor in seinem 17. Kampf gegen seinen Landsmann Hugo Sergio Quartapelle über 10 Runden nach Punkten. Am 23. Mai 1981 wurde er argentinischer Meister und im Mai des darauffolgenden Jahres Südamerikameister. Im Dezember 1984 traf er auf Gene Hatcher; in diesem Kampf ging es um den WBA-Weltmeistertitel. Hatcher siegte über 15 Runden durch eine geteilte Punktentscheidung. 
Den direkten Rückkampf, der am 21. Juli des darauffolgenden Jahres in Italien stattfand, gewann Sacco durch technischen K. o. in Runde 9. Er verlor den Gürtel allerdings bereits in seiner ersten Titelverteidigung am 15. März im Jahr darauf an den bis dahin ungeschlagenen Italiener Patrizio Oliva (Bilanz 43-0-0) durch eine geteilte Punktrichterentscheidung und  beendete daraufhin seine Karriere.